# Bancroft (Kentucky)
Bancroft – miasto w Stanach Zjednoczonych, w stanie Kentucky, w hrabstwie Jefferson.